# یورک (آلاباما)
یورک (به انگلیسی: York) شهرکی در شهرستان سامتر ایالت آلاباما است که مساحت آن ۱۷٫۸۳ کیلومترمربع است و در سرشماری سال ۲۰۱۰ میلادی، ۲٬۵۳۸ نفر جمعیت داشته و تراکم جمعیتی آن، ۱۴۲٫۳۴ نفر در کیلومترمربع بوده است.